# Rector de la Universidad de la República
El rector de la Universidad de la República (UdelaR) en Uruguay, es la máxima autoridad académica y administrativa de dicho organismo educativo y ejerce su representación. Sus atribuciones están fijadas por el artículo 26° de la Carta Orgánica de la Universidad de la República, Ley N° 12.549, del 16 de octubre de 1958.

## Elección
El rector de la Universidad de la República es electo en una sesión de la Asamblea General del Claustro convocada a tales efectos. Para ser electo el rector debe contar con dos tercios de votos de los componentes de la Asamblea. Si no se obtuviera ese número de sufragios en dos votaciones sucesivas, se citará a la Asamblea a una segunda reunión dentro de los quince días siguientes, en la cual el rector podrá ser electo por el voto de la mayoría absoluta de componentes de la Asamblea. Si tampoco en esta instancia se lograra decisión se citará por tercera vez a la Asamblea, sesionándose con cualquier número de asistentes, resultando electo el candidato que obtenga el mayor número de votos, debiendo hacerse la elección entre los candidatos que en las anteriores votaciones reunieron la primera y segunda mayorías.
Para ser rector se requiere ciudadanía natural o legal en ejercicio, poseer título
universitario expedido por la Universidad de la República y ser o haber sido profesor
titular de la misma.
Su mandato dura cuatro años, pudiendo ser reelegido consecutivamente una única vez. Para una nueva designación después de esta, deberán transcurrir cuatro años desde la fecha de su cese. En caso de vacancia del cargo, impedimento o ausencia temporal, el mismo es desempeñado por el vicerrector.
Actualmente (2025) el Dr. Álvaro Mombrú es el rector interino de la Universidad de la República, luego de la renuncia de Rodrigo Arim para asumir la dirección de la OPP. 

## Rectores interventores
Durante la intervención de la Universidad de la República por parte del gobierno cívico-militar entre el 27 de octubre de 1973 y el 27 de febrero de 1985, la Universidad tuvo como rectores designados (llamados “rectores interventores”) a Edmundo Narancio, Gustavo Nicolich, Jorge Anselmi, Enrique Viana Reyes, Raquel Lombardo de De Betolaza, Luis Antonio Menafra y Gonzalo Lapido Díaz.